# Peter Karlsson (tenisista stołowy)
Peter Karlsson (ur. 29 maja 1969 w Stenstorp) – szwedzki tenisista stołowy, pięciokrotny mistrz świata, sześciokrotny mistrz Europy. 
Startując w mistrzostwach świata siedem razy plasował się na podium. Czterokrotnie zdobył złoto drużynowo, a w 1991 roku w Chibie ponadto mistrzostwo świata w deblu (partnerem był Thomas von Scheele).
Dziesięciokrotnie zdobywał medale mistrzostw Europy. Życiowy sukces odniósł w 2000 roku w Bremie zdobywając złoty medal indywidualnie i drużynowo. Pozostałe złote medale zdobył startując w rywalizacji zespołowej. Trzykrotnie (1996, 2000, 2004) startował w igrzyskach olimpijskich, jednak nie odniósł większych sukcesów.